# William Woolfolk
William Woolfolk (1917-2003) est un écrivain américain qui a travaillé comme romancier, scénariste de bande dessinée (ainsi qu'éditeur) et scénariste de télévision.
Scénariste prolifique de l'âge d'or des comics, il a écrit des histoires appréciées de Blackhawk et Captain America.
Il est également connu pour avoir écrit plusieurs épisodes de la série télévisée Les Accusés (1962-1965).

## Biographie
Woolfolk entre en 1941 chez l'éditeur MLJ Magazines, pour qui il écrit de très nombreux titres. Il écrit également des histoires de super-héros pour la plupart des maisons d'éditions de l'époque, travaillant notamment sur Captain Marvel, Captain America, Blackhawk, Human Torch, Sub-Mariner, Superman, etc.
En 1946, il crée avec H. G. Oxton sa propre maison d'édition, O. W. Comics, mais celle-ci n'a pas énormément de succès. Au milieu des années 1950, il s'éloigne de la bande dessinée pour travailler dans la télévision, comme scénariste et éditeur (Les Accusés). Il se consacre à partir de la fin des années 1960 à l'écriture de romans de genre, souvent inspirés par la vie de personnes célèbres.
Sa femme Dorothy Woolfolk (en) et sa fille Donna Woolfolk Cross sont également auteures.

## Distinction
- 2002 : Prix Inkpot, pour l'ensemble de sa carrière